# Samuel Lutz

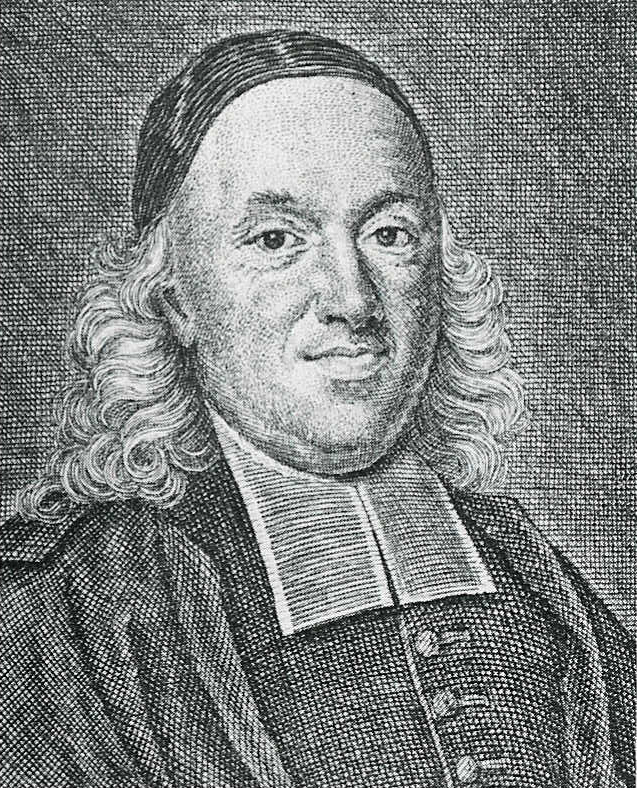
Samuel Lutz

Samuel Lutz, latinisiert Lucius (* 10. August 1674 in Biglen, Emmental, Stadt und Republik Bern, heute: Kanton Bern, Alte Eidgenossenschaft,  heute: Schweiz; † 28. Mai 1750 in Oberdiessbach, Kiesental), war ein reformierter Pfarrer pietistischer Richtung in der damaligen Republik Bern mit einer Wirksamkeit als Prediger, Seelsorger und Schriftsteller über deren Grenzen hinaus.

## Jugend und Studienzeit (1674–1702)
Samuel Lutz war ein Sohn des Pfarrers Johann Jakob und der Maria Salome, geborene Fasnacht, einer Tochter des Pfarrers David Friedrich, der ein Nachkomme des Waldensers Scipio Lentulus war. Er fiel früh durch ein hervorragendes Gedächtnis, lebhafte Phantasie und religiösen Eifer auf. Den ersten Unterricht erhielt er von seinem Vater, und er soll schon mit sieben Jahren fliessend Latein gesprochen haben. 1688 starb der Vater und Lutz wurde nach Bern gebracht, um auf der Hohen Schule zum Geistlichen zu werden.
Im Gegensatz zur reformierten Orthodoxie, die im Consensus Helveticus der schweizerischen reformierten Kantone im Jahre vor Lutzens Geburt ihre strengste Ausprägung erhalten hatte, begann sich – u. a. angeregt durch Samuel König – gerade in der Zeit seiner theologischen Studien auch in Bern die pietistische Richtung zu regen. Besonders die Studierenden wurden davon ergriffen, und Lutz geriet unter den Einfluss dieser Kreise. Er erregte dadurch Verdacht bei den misstrauischen Kirchenbehörden, und seine Aufnahme ins geistliche Amt erfolgte 1700 nicht ohne Schwierigkeiten und Zurücksetzung.

## Burgdorf und Yverdon (1702–1728)
1702 erhielt er eine Vikarsstelle in Burgdorf, entging jedoch auch dort nicht dem Argwohn der Obrigkeit. Dank seiner unbestrittenen Gelehrsamkeit – er war ein vorzüglicher Kenner der hebräischen Sprache – wurde er wiederholt für einen akademischen Lehrstuhl vorgeschlagen. Das erste Mal wurde er übergangen, beim zweiten Mal lehnte er ab; dagegen wurde ihm 1703 die eben erst neu errichtete und wenig begehrte Stelle eines deutschsprachigen Pfarrers in dem damals zur Stadt und Republik Bern Bern gehörenden Städtchen Yverdon, das damals von den Bernern Iferten genannt wurde, übertragen. Hier am Neuenbrugersee entfaltete er nun eine tiefgehende Wirksamkeit.
Sein Dringen auf eine persönliche Bekehrung und sein Kampf gegen ein verweltlichtes Gewohnheits-Christentum erregten aber bald eine Unruhe, und es kam zu Widerstand von Seiten seiner Amtsgenossen. Wiederholt wurde er in Bern angeklagt, und Lutz musste sich 1706, 1707 und dann wieder 1711 vor den Behörden rechtfertigen. Die Arglosigkeit, mit der er seine Überzeugungen vertrat und die für die Eliten seiner Zeit befremdliche Bescheidenheit seines Auftretens erweckte immer wieder Misstrauen, so sehr ihm auch Charakter und Begabung Achtung verschufen.

## Amsoldingen (1728–1738)
Ein Amt in der Hauptstadt blieb ihm versagt, obwohl sein Ruf bereits in die Ferne zu dringen begann. In Basel, St. Gallen, Frankfurt am Main trat er mit grossem Erfolg als Prediger auf. In Köthen und Zweibrücken wurden ihm Stellen angeboten, und einen Ruf nach Büdingen lehnte er nur ab, weil ihn seine Kirchgemeinde zurückhielt. Endlich erhielt er 1728 die Pfarrstelle von Amsoldingen in der Nähe von Thun, und da ihm sein Gewissen verbot, den vorgeschriebenen Assocciationseid zu schwören, wurde ihm dieser sogar grosszügig erlassen.
Die häufigen Besuche von Fremden, zu denen er sich manchmal zu intensivem seelsorgerlichem Gespräch ins Bett legte, seine eigenen Rundreisen und Predigten auf fremden Kanzeln sowie das Abhalten religiöser Versammlungen unter freiem Himmel erregten immer wieder Anstoss. Die unverkennbare Lauterkeit seines Lebenswandels, die aufopfernde Pflichttreue, mit welcher der Unverheiratete ganz für seinen geistlichen Beruf lebte, der Eifer, mit dem er sich namentlich in damals noch ganz ungewohnter Weise dem Unterricht der Jugend widmete, brachte die Ankläger jedoch stets zum Schweigen. Von den meisten seiner Amtsbrüder scheu gemieden, fand er bei den anderen umso grössere Gunst und auch in Kreisen des Patriziats erwuchs ihm eine ergebene Anhängerschaft.

## Oberdiessbach (1738–1750)
In schon vorgerücktem Alter wurde Lutz Ende 1738 in die grössere Kirchgemeinde Oberdiessbach bei Thun versetzt. Hier empfing er im Januar 1740 den Besuch des Grafen Nikolaus Ludwig von Zinzendorf, der mit Lutz wahrscheinlich durch seinen engen Berner Freund Friedrich von Wattenwyl in Verbindung getreten war. Vorher hatte sich schon einige Tage lang Graf Heinrich Ernst zu Stolberg-Wernigerode bei ihm aufgehalten. Man liess ihn schliesslich ziemlich unangefochten in seinem Wirken, das sich durch Reisen und seinen Briefwechsel immer weiter ausdehnte. Er war auch im Kontakt mit Hieronymus Annoni und Johann Friedrich Rock. Am Ostertag 1750 predigte er zum letzten Mal, und er starb danach am 28. Mai.

## Lehre und Wirken
Als überzeugter Pietist stellte Lutz eine persönliche Bekehrung, die Rechtfertigung und die Heiligung durch den Glauben an Jesus Christus in den Vordergrund. Das kam bei seiner Herausgabe von Martin Luthers Kommentar zum Galaterbrief im Jahr 1717 deutlich zum Ausdruck. Zudem hoffte er wie Philipp Jakob Spener auf eine zweite Reformation für seine evangelisch−reformierte Kirche. Er erwartete die Wiederkunft Christi und den Anbruch des Reichs Gottes. Seine Schriften wurden viel gelesen, er war ein begehrter Prediger, Korrespondent und Gastgeber. Neben dem öffentlichen reformierten Gottesdienst in der Kirche führte er auch freie Versammlungen ein, die dem Pietismus eigen waren und die zu seiner Aufnahme in der Bevölkerung führte. Die Heimberger Brüder sind eine indirekte Frucht seiner Arbeit.

### Allegorese
Die originellste Schrift von Lutz ist Das Schweitzerische von Milch und Honig fliessende Canaan und hocherhabene Bergland von 1731. Sie erwuchs aus einer Predigt, die er im Simmental gehalten hatte, und versuchte eine allegorische Deutung von Alpwirtschaft, Bauern- und Hirtenleben, Milchbehandlung, Butter- und Käsebereitung, Handel und Verkehr, Brauchtum und Charakter der Bergbewohner. Im Unterschied von Stallfütterung und saftigem Alpengras sah Lutz etwa ein Symbol für den Gegensatz von Gesetz und Evangelium. Das Umtreiben der Butter im Kübel verglich er mit der Heimsuchung, von der Kirche und Christen umgetrieben werden. Auch das Wiederkäuen allegorisierte er: Eine Kuh isset den ganzen Tag; so schaue du Jesum an und betrachte ihn Tag und Nacht, werde um Gotts-Willen nicht müde noch matt. Die Pfarrer und Honoratioren des Simmentals, denen Lutz sein Werk gewidmet hatte, nahmen dieses keineswegs so günstig auf, wie er in seiner Naivität erwartet hatte, sondern man fragte sich beim Erscheinen des Buches ungescheut, ob der Verfasser etwa den Verstand verloren habe …

## Charakter
Emil Blösch urteilte über Lutz folgendermassen:
Lutz war ein Pietist im vollen und im besten Sinne des Wortes, persönlich anspruchslos, in seinen Predigten kühn, geistreich, phantasievoll, kindlich, naiv, oft durch Gefühlswärme und Wahrheit ergreifend, nicht selten auch geschmacklos allegorisirend; von wesentlich biblischer Haltung und durchaus praktischer Richtung: ein Gegner der äußeren Rechtgläubigkeit, aber auch ein Feind aller bloßen Gefühlsfrömmigkeit und aller Sucht nach den „geistlichen Leckereien“ des schwärmerischen Chiliasmus und aller sektirerischer Absonderung.

## Schriften (Auswahl)
- Weihnachts-Gedanken, Schaffhausen 1725.
- Die geistliche Sonnenwende, Welsch-Neuburg 1726.
- Der unter den Stechdisteln mancherlei Widerwärtigkeiten hervorblühende Lilien-Zweig der sanftmütigen und alles erduldenden Liebe, St. Gallen 1726.
- Betrachtungen über die himmlische Perle, Bern 1727.
- Der aus Gottes Verheissung und Abrahams Glauben entstehende ewige Sternenhimmel, Bern 1728.
- Wächter Jerusalems, o. O. 1728.
- Das liebreich-getreue Herz Gottes, Basel 1730.
- Das Schweitzerische Von Milch und Honig fliessende Canaan, Bern 1731 Digitalisat und Volltext im Deutschen Textarchiv.
- (Hrsg.), Schlüssel zur Heiligen Schrift, o. O., 1731.
- Die Hoffnung Zions Oder: Ein Himmlisch-Schönes Gemäld recht erfreulicher seliger Zeiten, Bern 1732.
- Das schweizerische von Milch und Honig fliessende Kanaan und hoch erhabene Bergland, mit seinen himmlischen Vorteilen …, o. O., o. J.
- Excerpte aus seinen Briefen, Herrnhut o. J.
- Die Neue Welt, dero Schöpfer Fürst Grundlegung, Schaffhausen 1734.
- Ein Wohlriechender Straus Von schönen und gesunden Himmels-Blumen, Basel 1736 Digitalisat und Volltext im Deutschen Textarchiv, Digitalisat.
- Göttliches Klee-Blatt, Schaffhausen 1745.
- Warnung An Die liebe Jugend, Vor der schrecklichen Gefahr Der mannigfaltigen Verführung zum Bösen : Vormahls von dem um die Kirche Gottes hoch-verdienten, und nun in Gott ruhenden Herrn D. J. J. Rambach kürtzlich mitgetheilet; Anjetzo aber Aus väterlich-gesinntem Hertzen weitläufftiger ausgeführet, und näher an die Hertzen junger Leute geleget, Schaffhausen 1747 (Digitalisat und Volltext im Deutschen Textarchiv).

### Postum
- Letzte Posaunenstimm, in sich haltend, eine geistreiche Pfingst-Predigt … Dieser erbaulichen Predigt folget des seel. Authoris Merkwürdiger Lebenslauf, und gehaltene letste Reden …, Bern 1751.
- Ein neuer Strauss von schönen und gesunden Himmelsblumen, Basel 1756, Digitalisat.
- Viererlei Hauptgattungen der Menschen (Edition von Martin Luthers Erklärung des Galaterbriefes 1717), Basel 1756.
- S. Lau (Hrsg.), Samuel Lucii, Predigers zu Diessbach im Canton Bern, Bild Gottes an den Ersten Christen Neuen Testaments …, Bern 1757.